# أكسنت (فرقة)
أكسنت (بالإنجليزية: Akcent) هي فرقة بوب موسيقية رومانية تغني باللغات الرومانية والانغليزية والبولندية والاسبانية، تتألف من المغني والدي جي أدريان سينا وماريوس نيديليكو و ميخاي غرويا و سورين ستيفان بروتني، تأسست الفرقة في سنة 1998 في بوخارست في رومانيا وقد حازت هذه الفرقة على شهرة واسعة في رومانيا وفي عدة دول في العالم، وفي سنة 2009 نالت هذه الفرقة جائزة أفضل فرقة موسيقية في البلقان في جوائز الموسيقى البلقانية.

## روابط خارجية
- أكسنت على موقع ميوزك برينز (الإنجليزية)
- أكسنت على موقع أول ميوزيك (الإنجليزية)
- أكسنت على موقع ديسكوغز (الإنجليزية)